# به آنچه که موعظه می‌رانید، خود عمل کنید
به آنچه که موعظه می‌رانید، خود عمل کنید (به انگلیسی: Practice What You Preach) سومین آلبوم استودیویی گروه ترش متال تستمنت است که در سال ۱۹۸۹ میلادی و توسط آتلانتیک رکوردز منتشر شد.
در زمان انتشار آلبوم شایعه شد که آهنگ‌های آلبوم به صورت زنده(نواختن هم‌زمان همهٔ سازها و اجرای خواننده) در استودیو ضبط شده است. متن آهنگ‌ها بر خلاف دو آلبوم قبلی گروه، بیشتر حاوی مضامین سیاسی و اجتماعی است. آهنگ اول آلبوم-که هم‌نام خود آلبوم است- در زمان انتشار تا رتبهٔ ۷۷ بیلبورد ۲۰۰ صعود کرد.

## آهنگ‌ها
| شماره | نام آهنگ                       | معنی نام                                 | آهنگ‌ساز | مدت  |
| ----- | ------------------------------ | ---------------------------------------- | ------- | ---- |
| ۱     | Practice What You Preach       | «به آنچه که موعظه می‌رانید، خود عمل کنید» | تستمنت  | ۴:۵۴ |
| ۲     | Perilous Nation                | «ملت خطرناک»                             | تستمنت  | ۵:۵۰ |
| ۳     | Envy Life                      | «حسادت به زندگی»                         | تستمنت  | ۴:۱۶ |
| ۴     | Time Is Coming                 |                                          | تستمنت  | ۵:۲۶ |
| ۵     | Blessed in Contempt            | «متبرک شده در خفت»                       | تستمنت  | ۴:۱۲ |
| ۶     | Greenhouse Effect              | «اثر گلخانه‌ای»                           | تستمنت  | ۴:۵۲ |
| ۷     | Sins of Omission               | «گناه‌های از قلم افتاده»                  | تستمنت  | ۵:۰۰ |
| ۸     | The Ballad                     | «قطعهٔ رومانتیک»                          | تستمنت  | ۶:۰۹ |
| ۹     | Nightmare (Coming Back to You) | «کابوس»                                  | تستمنت  | ۲:۲۰ |
| ۱۰    | Confusion Fusion               | «مشارکت با پریشانی»                      | تستمنت  | ۳:۰۷ |

## اعضای گروه
- چاک بیلی: آواز
- اریک پترسن: گیتار ریتم
- Alex Skolnick: گیتار الکتریک
- گرگ کریستین: گیتار بیس
- لویی کلمنته: درامز